# Glen Albyn
Great Glen (gaelico scozzese: An Mòr Gleann), noto anche come Glen Albyn  o Glen More  è una serie di vallate che si trovano in Scozia e si sviluppano per 62 miglia, circa 100 km, da Inverness nei pressi del Moray Firth, a Fort William, vicino a Loch Linnhe.

## Il Fault Great Glen
Il Great Glen segue il percorso di una grande faglia geologica conosciuta come la Great Glen Fault. Divide in due le Highlands scozzesi: le Grampian Mountains a sud-est e le Highlands del Nord-Ovest a nord-ovest.
La valle è un percorso itinerante naturale nel quale si innestano sia il Caledonian Canal che la A82, strade che collegano la città di Inverness sulla costa nord-est con Fort William, sulla costa occidentale. La ferrovia Invergarry venne costruita nel 1896, e partiva dall'estremità meridionale della valle per giungere fino all'estremità meridionale del Loch Ness, ma non venne mai estesa fino arrivare ad Inverness. La ferrovia fu chiusa nel 1947.
Il 30 aprile 2002 è stato aperto un percorso di lunga distanza per ciclisti, canoisti e in genere per gli escursionisti. Chiamato, Great Glen Way, collega Fort William ad Inverness. Venne inaugurato da Sua Altezza Reale il Conte di Inverness. Il percorso consiste di una serie di sentieri, piste forestali, sentieri canali, e tratti di strada occasionali.
La sua importanza strategica nel controllo delle Highland scozzesi, si riconosce per la presenza delle città di Fort William, nel sud, Fort Augustus in mezzo al Glen, e di Fort George, situato a nord, nei pressi di Inverness.
Gran parte della valle è occupata da una serie di laghi, collegati da dei fiumi. Il Caledonian Canal utilizza anche i laghi come parte del percorso, ma i fiumi non sono navigabili.

## Fiumi
Da nord-est a sud-ovest, i giochi d'acqua naturali lungo la Great Glen sono:
- Fiume Ness (Abhainn Nis)
- Loch Dochfour (Loch Dabhach Phuir)
- Loch Ness (Loch Nis)
- Fiume Oich (Abhainn Omhaich)
- Loch Oich (Loch Omhaich)
- Loch Lochy (Loch Lochaidh)
- Fiume Lochy (Abhainn Lochaidh)
- Loch Linnhe (An Linne Dhubh)

## L'attività sismica
Anche se i terremoti nelle vicinanze del Great Glen Fault tendono ad essere minori, l'attività sismica è presa in considerazione nella progettazione delle infrastrutture. Ad esempio, il ponte Kessock include nella sua costruzione degli smorzatori antisismici.